# Černobilska katastrofa
Černobilska nesreća; Černobyljska nesreća; poznata kao i Černobilska katastrofa sovjetska je nuklearna nesreća koja se 1986. zbila na sjeveru bivše Sovjetske Ukrajine, uz samu ukrajinsko-bjelorusku granicu.
Dana 26. travnja 1986. (subota) zbog kombinacije nesigurnoga dizajna sovjetskoga nuklearnog reaktora i ljudske pogreške uzrokovana je eksplozija koja je uništila jedan od četiriju reaktora u Memorijalnoj elektrani Vladimir Iljič Lenjin, odnosno Černobilskoj nuklearnoj elektrani. Posljedica eksplozije sličila je eksploziji nuklearne bombe, ali je relativno manja eksplozija učinila štetu na reaktoru koji je potom otpustio velike količine radioaktivne prašine, otprilike deset puta više kontaminacije nego za eksplozije atomske bombe u japanskom gradu Hirošimi, no i danas, nakon nekoliko desetljeća, ta radioaktivna prašina nije posve nestala.
Radioaktivnost raznošena vjetrom potom je najviše pogodila stanovnike susjedne sjeverne Bjelorusije, ali isto tako i krajnjih sjevernih prostora Ukrajine te jugozapadnih prostora Rusije, čija je granica također bila u blizini. Oblaci radioaktivne prašine zaustavili su se tek nad Skandinavijom u sjevernim dijelovima Europe. 
Izravne i neizravne posljedice radioaktivnog zračenja osjetilo je do pet milijuna ljudi. Zdravstveni problemi kod velikoga broja ljudi ostali su prisutni sve do danas, a poseban je problem kvalitetno zbrinjavanje otpada u neposrednoj blizini nuklearne elektrane.
Bivši predsjednik Ukrajine Viktor Janukovič, osim što je 2010. godine podržao sve planirane projekte svojega prethodnika Viktora Juščenka i tada aktivne vlade, najavio je turističko otvaranje teže onečišćenoga prostora Zone isključenja s ciljem daljnje destigmatizacije cijeloga černobilskog pitanja. Na 25. obljetnicu Černobilske katastrofe svjetska zajednica obećala je konkretno pomoći završetak izgradnje novoga betonskog sarkofaga za uništeni reaktor u Černobilskoj elektrani. Bivši Ukrajinski predsjednik Janukovič istom je prigodom na međunarodnome skupu u Kijevu izjavio da je »Černobil bio izazov planetarnih razmjera i odgovor na taj izazov može dati samo svjetska zajednica«.[nedostaje izvor]

## Uzroci nesreće
Danas se sa sigurnošću može tvrditi da je glavni uzrok nesreće nesiguran dizajn sovjetskog nuklearnog reaktora te ljudska pogreška nedovoljno stručnih ljudi pri pokušaju uspostavljanja stabilizacije nad nepredviđenim radom tada destabiliziranog reaktora. Točno u 1 sat i 23 minute, u subotu, 26. travnja 1986. godine, došlo je do eksplozije na 4. reaktoru Černobilske nuklearne elektrane. Nedovoljno stručnom procjenom, prilikom eksperimenta nije ostavljen dovoljan broj šipki u četvrtom reaktoru što je nenadano dovelo do opterećenja sustava. Istovremeno je drugi operater isključio dovod vode u reaktor koja ga hladi, nakon čega je došlo do eksplozije. Prema posljednjem izvještaju iz 1991. godine, uzrok eksplozije predstavljaju greške u dizajnu samog reaktora, točnije u šipkama koje kontroliraju rad reaktora.
Među čimbenicima koji su doprinijeli nesreći su i neadekvatno obučeni djelatnici elektrane. Direktor V. P. Brjuganov je prije transfera u černobilsku nuklearnu elektranu radio u termoelektrani na ugljen. Glavni inženjer Nikolaj Fomin također je imao iskustva samo na konvencionalnim elektranama. Anatolij Djatlov, zamjenik glavnog inženjera, pretežno je imao iskustva s nuklearnim reaktorima u podmornicama. Djatlov je nakon nesreće isticao da su u uputstvima za rukovanje dizajneri reaktora namjerno propustili napomenuti da su reaktori nestabilni pri pojedinim opsezima rada. Operateri također nisu bili svjesni mane ili bolje rečeno osobine kontrolnih šipki. Naime, dio kontrolnih šipki, koje apsorbiraju neutrone i time usporavaju reakciju kad se spuste u reaktor, bio je napravljen od grafita, i to dio koji prvi ulazi u reaktor, što je dovelo do istiskivanja dijela tekućine koja hladi reaktor. Zbog ovakvog dizajna, spuštanje kontrolnih šipki je dovelo do kratkotrajnog povećanja aktivnosti u reaktoru prije smanjivanja.

### Plan i svrha eksperimenta
Eksperimentom se trebalo utvrditi mogu li turbine pri gašenju, u slučaju da ne postoji vanjsko napajanje električnom energijom, osigurati dovoljno energije za održavanje sustava hlađenja reaktora dok se ne uključe dizel agregati. Eksperiment je prije toga uspješno sproveden, no rezultati su bili ispod očekivanja, turbine nisu osigurale dovoljno energije za vodene crpke sustava za hlađenje, niti za ostale sigurnosne uređaje. Na osnovi rezultata prethodnog eksperimenta, napravljena su izvjesna poboljšanja koja je trebalo ispitati. Budući da je reaktor 4. trebao privremeno biti isključen zbog održavanja, on je izabran za eksperiment.

### Obilježja agregata
Elektrana je imala četiri reaktora snage 1GW tipa RBMK-1000. U vrijeme nesreće, sva četiri reaktora su proizvodila oko 10% električne energije za potrebe Sovjetske Ukrajine. Gradnja elektrane je započeta sedamdesetih godina. Sukladno se izgrađivao i ukrajinski gradić Pripjat, prvenstveno za djelatnike elektrane i njihove obitelji. Reaktor br. 1 je počeo s radom 1977., godinu dana kasnije je pušten u pogon i reaktor 2. Reaktor 3. – 1981, a četvrti 1983. Još dva reaktora su bila u izgradnji kad se nesreća dogodila.

## Sanacija mjesta nesreće
Nakon nesreće postavio se problem što učiniti s oštećenom elektranom. Daljnji je rad bio vrlo iskoristiv ali i otežan zbog opasnosti po zdravlje zaposlenih. Relativno slaba ekonomska situacija Sovjetskog Saveza je utjecala da se proizvodnja u preostalim reaktorima nastavi. Radovi na izgradnji 5. i 6. bloka su obustavljeni odmah nakon nesreće. Nad oštećenim reaktorom u kratkom vremenu je sagrađen sarkofag koji je trebao štititi okoliš od daljnje radijacije, a između njega i zgrada koje su i dalje bile u uporabi sagrađena je betonska barijera ukupne debljine 20 metara. 
Godine 1991. u odjeljenju 2. reaktora izbio je požar pa je tijekom uviđaja donesen zaključak da se obustavi rad funkcionalnog 2. reaktora. Reaktor 1. je prestao s radom u studenom 1996. godine, u sklopu dogovora vlade Ukrajine i međunarodnih organizacija za zaštitu i sigurnost okoliša te IAEA-a. Tadašnji predsjednik Ukrajine Leonid Kučma, osobno je 15. prosinca 2000. godine isključio reaktor br. 3, čime je posve zaustavljen rad nuklearne elektrane Černobil.
Kompletan ozračen prostor do danas je ostao pod posebnom kontrolom i aktivnim promatranjem više ukrajinskih i svjetskih stručnjaka poput Sergija Gaščaka, Timothya Mousseaua, Andersa Mollera i drugih. Prema pojedinim istraživanjima stručnjaka, biljni i životinjski svijet na tom prostoru počeo se zapanjujuće naglo oporavljati krajem devedesetih godina te je primijećeno da su jako ozračen prostor naselile i životinje koje su bile pred izumiranjem ili potpuno istrijebljene. 

### Dugotrajne mjere opreza
Izgradnja privremenog sarkofaga završena je otprilike šest mjeseci nakon nesreće. Sarkofag je izgrađen direktno preko uništenog reaktora kako bi se smanjila emisija radijacije te čime se trebao zaštititi okoliš od daljnje kontaminacije. Izgradnja sarkofaga je bila ubrzana i vrlo nesigurna, budući da su opcije bile ograničene zbog iznimno visoke ionizirajuće radijacije. Privremeni sarkofag izgradilo je nekoliko tisuća ljudi koji su bili dio černobilskih likvidatora od kojih je većina imala dugotrajne zdravstvene probleme poput različitih vrsta tumora. Danas radijacija u blizini reaktora iznosi oko 0.25 mili Roentgena/h. To je oko 30 puta veća količina radijacije od "normalne". Na dvadesetoj godišnjici ove katastrofe upozoreno je da sarkofag koji štiti reaktor "nije bez roka trajanja" te da ga treba popravljati i nadograđivati.[nedostaje izvor]
Černobilska katastrofa pokrenula je borbu europskih organizacija protiv europskih nuklearnih postrojenja i buđenje dublje ekološke svijesti koja se proširila cijelim svijetom. Godine 2000., američki predsjednik Bill Clinton potpisao je s ukrajinskim predsjednikom ugovor o zatvaranju posljednjeg funkcionalnog reaktora u Černobilu, u zamjenu za financijsku pomoć pri sanaciji mjesta nesreće. Posebnim političkim naporima aktualne ukrajinske vlasti su 2005. godine pokrenule svjetsku akciju kvalitetne i dugotrajne sanacije mjesta nesreće i zbrinjavanja štetnog otpada i materijala.
Godine 2007. potpisan je ugovor između ukrajinskih vlasti i francuskog konzorcija «Norvark» kojim je u 2010. započeta izgradnja novog zaštitnog sarkofaga, čijeg su vrijednost i troškovi izrade oko 1,5 milijardi eura. Cjelokupan projekt je u 2009. bio predstavljen i odobren od ukrajinskog Državnog nuklearno-regulatornog vijeća te je završio s izgradnjom krajem 2016. godine. Novi sarkofag visok je 108 metara i dug 162 metra te je izgrađen prema najvišim sigurnosnim standardima i njegov rok trajanja je najmanje 100 godina.
Novi sarkofag nije građen neposredno iznad oštećenog reaktora, nego je sagrađen 327 metara zapadno od 4. reaktora te je nakon izgradnje strojno poguran preko reaktora, čime se smanjila količina primljene radijacije radnika. Sarkofag je mase 36.000 tona i sagrađen je većinski od polikarbonatnog materijala i čelika te je trenutno najveća pokretna građevina na svijetu, radijacija unutar i blizu njega je redovito evidentirana pomoću velike količine senzora.

## Posljedice na ljude i okoliš
Velike količine radioaktivnih čestica uzdigle su se na visinu od 1500 metara, і nošene vjetrom, krenule su prema Skandinaviji, zatim središnjoj i jugoistočnoj Europi. Sljedećih nekoliko dana vjetrovi su odnijeli preko 70 % radioaktivnih čestica s mjesta nesreće prema Bjelorusiji koja je dodatne posljedice osjetila više nego sama Ukrajina. Pet dana nakon eksplozije čestice su došle i do jugoslavenskog teritorija. 
Otprilike 35 000 odraslih osoba i 1400 djece zatražilo je pomoć koja je direktno vezana za posljedice nuklearne nesreće. Različite razine zdravstvenih posljedica prouzročenih radioaktivnošću osjetilo je preko 2,4 milijuna ukrajinskih građana, a konačne zdravstvene posljedice znat će se tek nakon nekoliko desetljeća. Najveće zdravstvene probleme osjetili su građani Bjelorusije, prema kojima je s mjesta nesreće vjetar nosio velike količine radioaktivne prašine koje su se ondje zadržale. Zabilježen je intenzivan porast prijevremenih porođaja, rađanja djece s određenim poremećajima, dok su odrasli postali skloni oboljevanju od leukemije, raka i drugih oblika bolesti. U čitavoj su se Europi učinci zračenja odrazili na zdravlje ljudi, na plodovima koje su kontaminirani dugoživućim radioaktivnim izotopima. Posebno je opasan stroncij-90 koji zamjenjuje kalcij u organizmu i izaziva razne degenerative poremećaje stanica.
Bjeloruske i ruske vlasti do danas polovično objavljuju razmjere zdravstvenih posljedica nastalih izazvanom nuklearnom nesrećom. Neslužbeni izvori procjenjuju da je od posljedica radijacije sveukupno preminulo između 200.000 i 400.000 ljudi. Ukrajinske vlasti već godinama aktivno surađuju sa svim relevantnim svjetskim organizacijama i institucijama, kako bi se adekvatno zaštitilo zdravlje ljudi pogođenih tom nesrećom, kao i prirodni okoliš u blizini elektrane. U radijusu od 30 kilometara od mjesta nuklearne nesreće, proglašena je Černobilska zona – zona isključenja (ukr. Зона відчуження, eng. Zone of alienation), gdje se unatoč rizicima po zdravlje ljudi, vratilo uglavnom autohtono starije stanovništvo, koje ondje uz svu pomoć države živi na vlastitu odgovornost.

## Politička neodgovornost
Najveća svjetska zamjerka sovjetskim vlastima, unatoč najavljivanju provedbe politike Glasnost, uslijedila je zbog trodnevnoga prešućivanja nuklearne nesreće. U samome Sovjetskom Savezu tri sljedeća dana uopće nije obznanjena nuklearna nesreća, a pitanje je: kada bi uopće bila najavljena, s obzirom na to da su problem uočili švedski meteorolozi koji su primijetili visok stupanj radioaktivnosti nad Švedskom. Nakon što su sovjetske vlasti uhvaćene u prešućivanju najveće nuklearne nesreće, počele su opravdavati i umanjivati cijeli slučaj otprilike na isti način kako su to desetljećima činili i s ostalim problematičnim pitanjima u vlastitoj državi. 
Nakon same nesreće ukrajinski političar Vladimir Ščerbickij nazvao je Moskvu kako bi otkazao proslavu Dana rada i prigodnu paradu u Kijevu, a sovjetski vođa Mihail Gorbačov potom mu je zaprijetio da će „biti izbačen iz politike ako ne riješi problem u tišini”. Nakon razgovora sovjetske vlasti svjesno su žrtvovale više od trideset ukrajinskih vatrogasaca koji su prema naredbi bez potrebne zaštite trebali ugasiti požar na mjestu nuklearne nesreće. U kratkome vremenu nakon toga vatrogasci su umrli zbog posljedica radioaktivnoga zračenja. 
Oko 135 000 ljudi potom je evakuirano iz gradova Pripjata, Černobila i okolnih naselja u čijoj se blizini dogodila nesreća, a još su tisuće ljudi poslije bile izložene zračenju tijekom saniranja posljedica. Sovjetske vlasti priprijetile su sovjetskim liječnicima da se ne smiju koristiti zdravstvenim problemima okolnoga stanovništva kako bi stvorili nepoželjnu propagandu protiv sovjetskih vlasti te su se zdravstvene posljedice ljudi u pravom smislu riječi počele rješavati tek nakon uspostavljanja ukrajinske neovisnosti.
Međutim, nuklearna katastrofa imala je velike posljedice na političko povjerenje građana u sovjetsku vlast. Odluka sovjetskih vlasti na čelu s Mihailom Gorbačovom o prešućivanju nuklearne nesreće i posljedice neprimjetnoga radioaktivnog zračenja stvorila je otpor stanovništva u Ukrajini, gdje je povjerenje prema Komunističkoj partiji svedeno na najmanju razinu ikada. Černobil je simbolično za većinu građana Ukrajine predstavljao kriminalnu nemarnost sovjetske vlasti u kojoj je cvjetala korupcija. Politika Glasnost tek je nešto ublažila ogorčenost sovjetskih naroda, a posebno ukrajinskog koji je nove političke slobode počeo vrlo aktivno koristiti kako bi ukazao na opasan i zastarjeli sovjetski sustav na svim razinama.

## Vanjske poveznice
- Офіційний сайт СБУЗ архівів ВУЧК-ГПУ-НКВД-КГБ" №1(16) 2001 Чорнобильська трагедія в документах та матеріалах  Arhivirana inačica izvorne stranice od 17. srpnja 2011. (Wayback Machine), Službena dokumentacija (ukr.)

- Документи Галузевого державного архіву Служби безпеки України стосовно аварії на ЧАЕС, з яких знято гриф таємності у 2006 році  Arhivirana inačica izvorne stranice od 2. svibnja 2017. (Wayback Machine), Službena dokumentacija (ukr.)

- Official UN Chernobyl site, Stranica Ujedinjenih Naroda (eng.)
- Chernobyl Recovery and Development Programme (United Nations Development Programme).  Arhivirana inačica izvorne stranice od 21. lipnja 2009. (Wayback Machine), Razvojni program Ujedinjenih Naroda (eng.)
- Chernobyl remembrance for the future, Svjetska konferencija (eng.)
- Digital Library for Nuclear Issues  Arhivirana inačica izvorne stranice od 17. travnja 2019. (Wayback Machine), Nuklearna pitanja - Alsos (eng.)
- Frequently Asked Chernobyl Questions  Arhivirana inačica izvorne stranice od 25. veljače 2011. (Wayback Machine), Sanacija Černobila - IAEA (eng.)